# Amadyna czerwonogłowa
Amadyna czerwonogłowa (Amadina erythrocephala) – gatunek małego ptaka z rodziny astryldowatych (Estrildidae). Występuje w południowych częściach Afryki. Nie jest zagrożony wyginięciem.

## Taksonomia
Po raz pierwszy gatunek opisał i zilustrował George Edwards w 1751, nadając mu zwyczajową angielską nazwę Sparrow of Paradise. Podał, że zbadany przez niego żywy osobnik (samiec) został odłowiony w Angoli. W 1758 Karol Linneusz w 10. edycji Systema Naturae, uznawanej za początek nomenklatury zoologicznej, nadał gatunkowi binominalną nazwę Loxia eryocephala. Jako miejsce typowe wskazał Afrykę, co później uściślono do Angoli, o której pisał Edwards. Obecnie (2023) Międzynarodowy Komitet Ornitologiczny umieszcza amadynę czerwonogłową w rodzaju Amadina. Uznaje ją za gatunek monotypowy. Niektórzy autorzy wyróżniają podgatunek nominatywny i A. e. dissita, którego przedstawicieli cechuje ciemniejsze upierzenie.

## Morfologia
Długość ciała wynosi 12–13 cm, masa ciała 17,5–30 g. Długość skrzydła 70–75 mm, długość ogona 46–55 mm. Samiec ma czerwoną całą głowę z wyjątkiem kantarka. Wierzch ciała piaskowo-brązowy lub szarobrązowy. Skrzydła nieco ciemniejsze, końcówki pokryw skrzydłowych i krawędzie lotek III rzędu. Spód ciała jasnopłowy, pokrywy czarnymi prążkami na wzór łusek. Samice mają jednolicie piaskową lub szarobrązową głowę.

## Zasięg występowania
Amadyny czerwonogłowe zamieszkują południowo-zachodnią Angolę (na południe od południowo-zachodniej prowincji Bengo), Namibię, Botswanę, południowe Zimbabwe, Południową Afrykę i nizinne obszary Lesotho.

## Ekologia i zachowanie
Środowiskiem życia amadyn czerwonogłowych są suche obszary trawiaste, sawanny, cierniste zarośla (odnotowano je również w półpustynnych zakrzewieniach), skraje lasów szerokolistnych, skraje upraw i siedliska ludzkie. Zwykle przebywają w parach, niewielkich grupach lub w stadach, często wraz z amadynami obrożnymi (Amadina fasciata). Żerują na ziemi. Zjadają nasiona traw i termity. Poza sezonem lęgowym prowadzą nomadyczny tryb życia. Na amadyny czerwonogłowe polują sokoły rudogłowe (Falco chicquera).

### Lęgi
Zależnie od występowania deszczów, amadyny czerwonogłowe mogą wyprowadzać lęgi o różnych porach roku; przeważnie czynią to od lutego do sierpnia. Gniazdo może być kształtu kuli lub poduszki. Budulec stanowią trawy, wyściółkę pióra. Zwykle amadyny te budują je na starym gnieździe innego ptaka, np. wikłacza z rodzaju Ploceus. Zniesienie liczy od 2 do 11 jaj (zwykle 4–6). Obydwa ptaki z pary wysiadują je przez 12–14 dni. Młode karmione są przez oba ptaki z pary; opuszczają gniazdo po 15–21 dniach życia.

## Status
IUCN uznaje amadynę czerwonogłową za gatunek najmniejszej troski (LC, Least Concern) nieprzerwanie od 1988. Liczebność populacji nie została oszacowana, ale ptak ten opisywany jest jako pospolity. Ze względu na brak dowodów na spadki liczebności bądź istotne zagrożenia dla gatunku BirdLife International ocenia trend liczebności populacji jako prawdopodobnie stabilny.